# Bourcq
Bourcq est une commune française située dans le département des Ardennes, en région Grand Est.

## Géographie
La commune de Bourcq est située à 6 km à l'est de Vouziers. Le village s'est développé à 180 mètres d'altitude sur l'un des monts les plus élevés et les plus abrupts de la plaine de l'Aisne. Cette position géographique stratégique, qui domine tout le pays circonvoisin, a été occupée depuis l'Antiquité pour contrôler les allées et venues.   
| Tourcelles-Chaumont |           | Mars-sous-Bourcq |
| Leffincourt         | Bourcq    | Vouziers         |
|                     | Contreuve | Sainte-Marie     |

### Hydrographie
La commune est dans la région hydrographique « la Seine du confluent de l'Oise (inclus) à l'embouchure » au sein du bassin Seine-Normandie. Elle est drainée par le ruisseau de Cheppe, le ruisseau de Longue Gueule, le ruisseau de la Cannette et le Fossé 02 de la commune de Grivy-Loisy,.

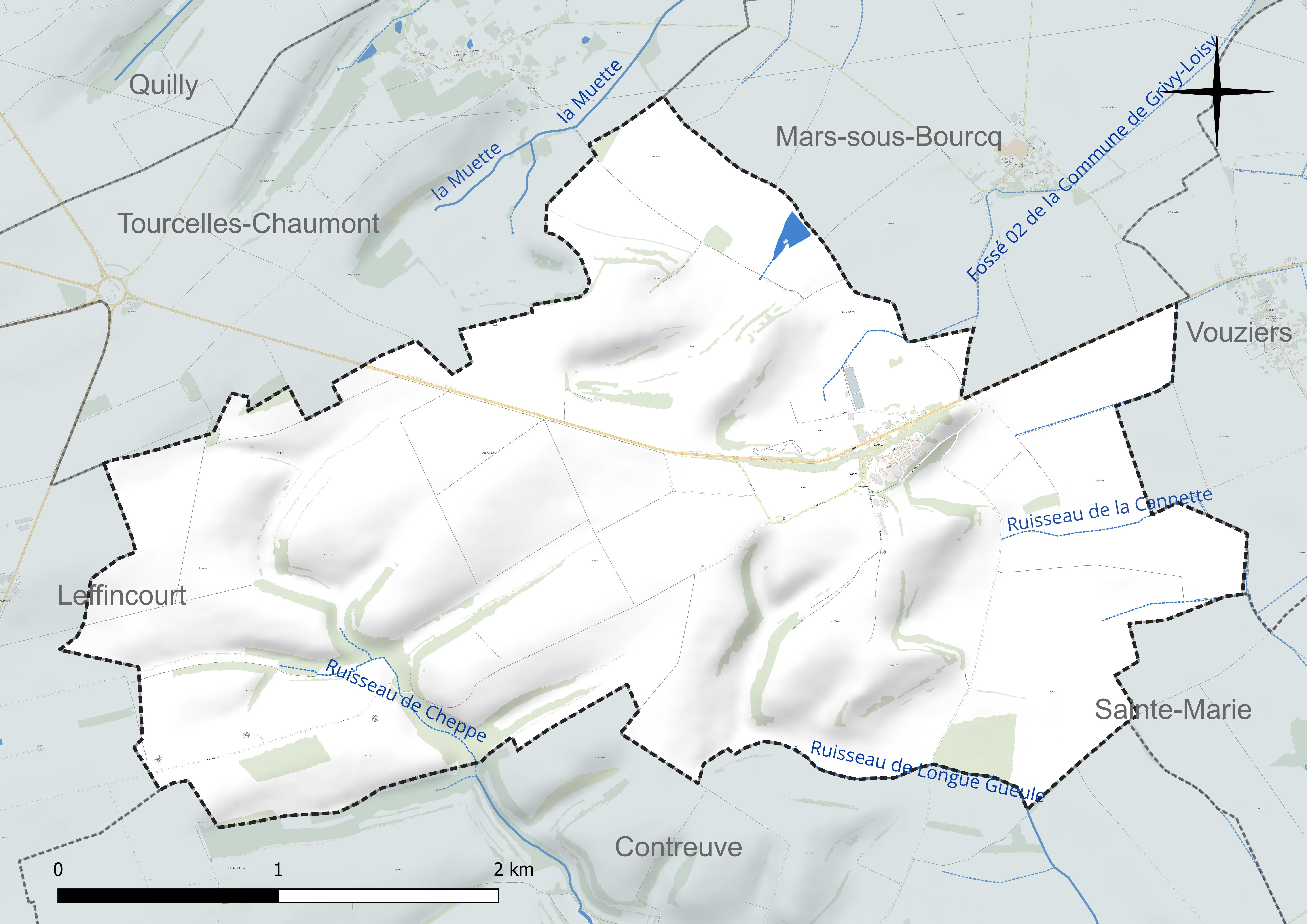
Réseau hydrographique de Bourcq.

### Climat
Pour des articles plus généraux, voir Climat du Grand Est et Climat des Ardennes.
En 2010, le climat de la commune est de type climat des marges montargnardes, selon une étude du Centre national de la recherche scientifique s'appuyant sur une série de données couvrant la période 1971-2000. En 2020, Météo-France publie une typologie des climats de la France métropolitaine dans laquelle la commune est exposée à un climat océanique altéré et est dans la région climatique Nord-est du bassin Parisien, caractérisée par un ensoleillement médiocre, une pluviométrie moyenne régulièrement répartie au cours de l’année et un hiver froid (3 °C).
Pour la période 1971-2000, la température annuelle moyenne est de 10,2 °C, avec une amplitude thermique annuelle de 15,7 °C. Le cumul annuel moyen de précipitations est de 829 mm, avec 12,8 jours de précipitations en janvier et 8,8 jours en juillet. Pour la période 1991-2020, la température moyenne annuelle observée sur la station météorologique de Météo-France la plus proche, « Cauroy », sur la commune de Cauroy à 12 km à vol d'oiseau, est de 10,8 °C et le cumul annuel moyen de précipitations est de 749,6 mm. 
La température maximale relevée sur cette station est de 42 °C, atteinte le 25 juillet 2019 ; la température minimale est de −16 °C, atteinte le 12 février 2012,,.
Les paramètres climatiques de la commune ont été estimés pour le milieu du siècle (2041-2070) selon différents scénarios d'émission de gaz à effet de serre à partir des nouvelles projections climatiques de référence DRIAS-2020. Ils sont consultables sur un site dédié publié par Météo-France en novembre 2022.

## Urbanisme

### Typologie
Au 1er janvier 2024, Bourcq est catégorisée commune rurale à habitat dispersé, selon la nouvelle grille communale de densité à 7 niveaux définie par l'Insee en 2022.
Elle est située hors unité urbaine. Par ailleurs la commune fait partie de l'aire d'attraction de Vouziers, dont elle est une commune de la couronne,. Cette aire, qui regroupe 45 communes, est catégorisée dans les aires de moins de 50 000 habitants,.

### Occupation des sols
L'occupation des sols de la commune, telle qu'elle ressort de la base de données européenne d’occupation biophysique des sols Corine Land Cover (CLC), est marquée par l'importance des territoires agricoles (100 % en 2018), une proportion identique à celle de 1990 (100 %). La répartition détaillée en 2018 est la suivante : 
terres arables (89 %), prairies (8 %), zones agricoles hétérogènes (3 %). L'évolution de l’occupation des sols de la commune et de ses infrastructures peut être observée sur les différentes représentations cartographiques du territoire : la carte de Cassini (XVIIIe siècle), la carte d'état-major (1820-1866) et les cartes ou photos aériennes de l'IGN pour la période actuelle (1950 à aujourd'hui).

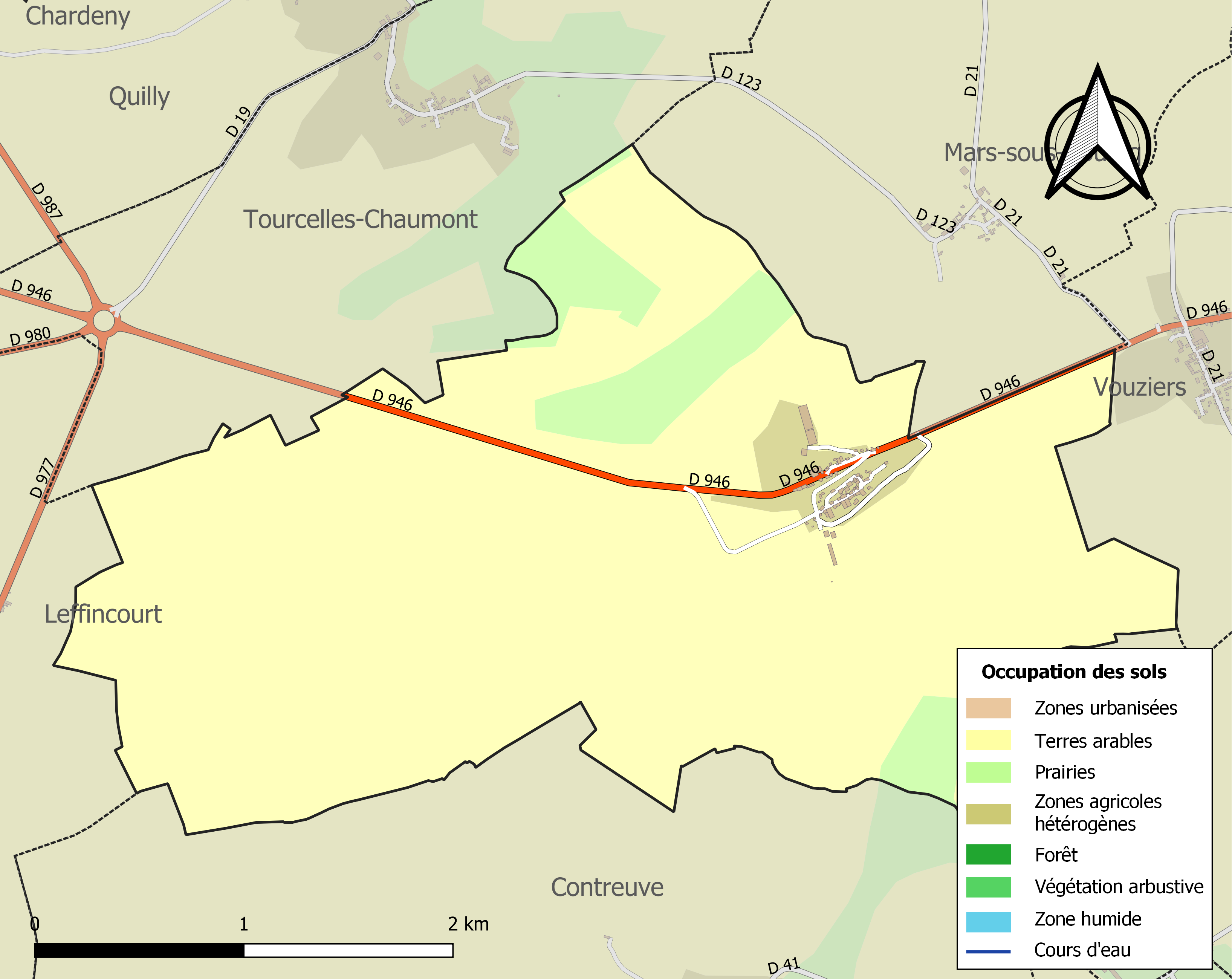
Carte des infrastructures et de l'occupation des sols de la commune en 2018 (CLC).

## Histoire
Une tombe à char de l'âge du fer fut découverte au lieu-dit la Banière.
Les comtes de Rethel firent tirèrent partie de la position géographique de Bourcq pour la fortifier et surveiller ainsi la vallée de l'Aisne. Il en firent également l'une des huit prévôtés du comté. Pour exercer l'administration et la justice, y résidaient un juge-prévôt, un procureur fiscal, un gruyer, des tabellions.
Hugues Ier, comte de Rethel, fit don en 1095 de la prévôté de Bourcq en apanage à son fils aîné Baudouin. Ses successeurs continuèrent et ainsi le fils aîné du comte de Rethel se qualifiait sire de Bourcq avant de devenir lui-même comte de Rethel.
Seigneur de Bourcq, Baudouin prit part à la première croisade aux côtés de Godefroid de Bouillon et devint le troisième roi de Jérusalem de 1118 à 1131.
Entre 1790 et 1801, Bourcq fut chef-lieu de canton qui comprenait les communes de Chaumont-et-Tourcelles, Chardeny, Contreuves-et-Cheppes, Grivy, Mars-sous-Bourcq, Quilly, Sainte-Marie-sous-Bourcq, Semide-et-Orfeuil, Sugny.  

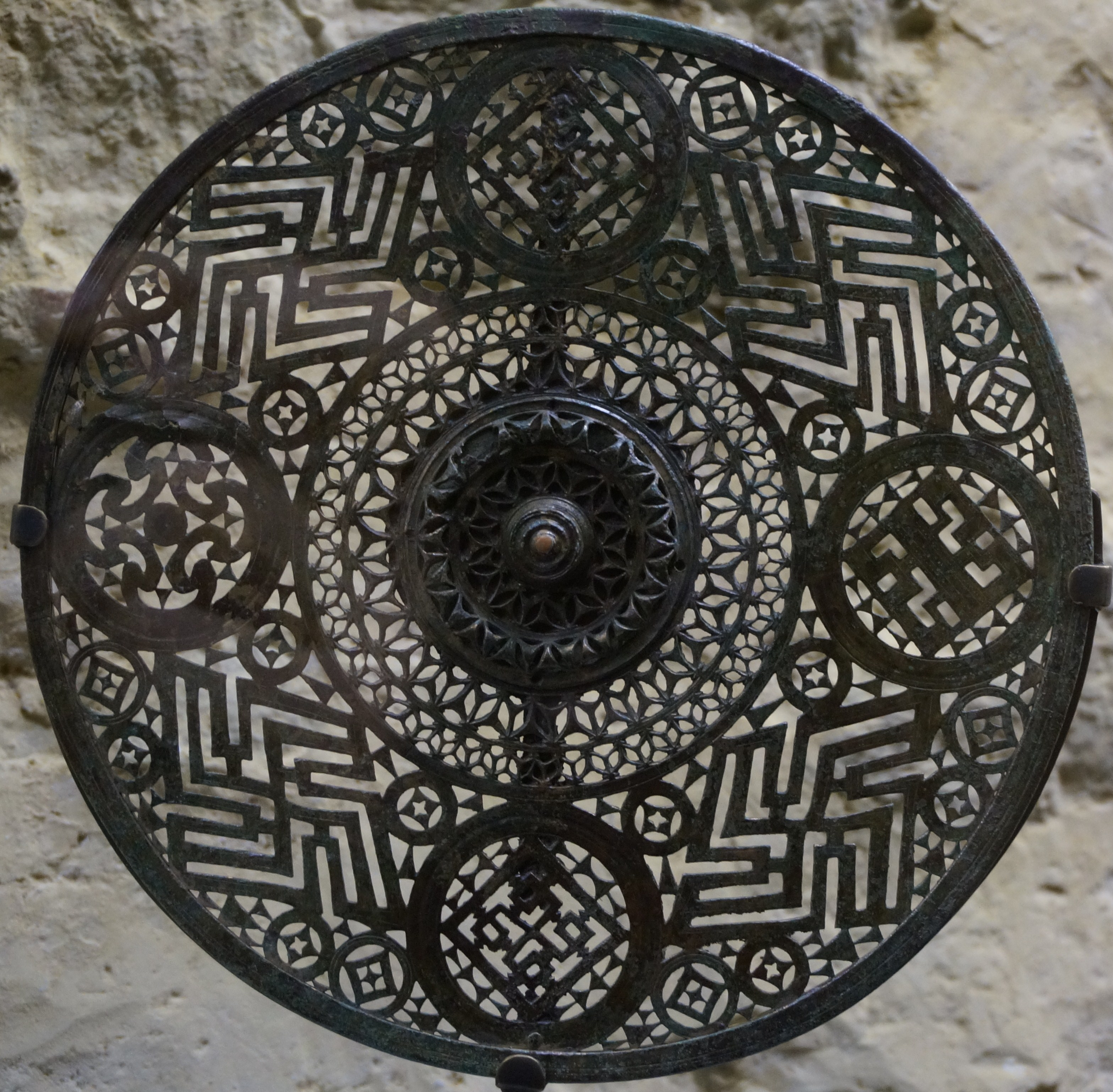
Phalère à svastika du, tombe à char n° 1, Musée de l'Ardenne.

## Politique et administration
| Période                                  | Période                   | Identité                                          | Étiquette | Qualité     |
| ---------------------------------------- | ------------------------- | ------------------------------------------------- | --------- | ----------- |
| mars 2008                                | En cours (au 28 mai 2020) | Matthieu Bouillon, Réélu pour le mandat 2020-2026 |           | Agriculteur |
| 1989                                     | mars 2008                 | Christian Garrez                                  |           | Agriculteur |
| 1959                                     | 1989                      | Roger Buffet                                      |           | Agriculteur |
| 1951                                     | 1959                      | Clovis Schohy                                     |           | Agriculteur |
| 1926                                     | 1951                      | Edouard Guillaume                                 |           | Agriculteur |
| 1879                                     |                           | Guillaume                                         |           |             |
| Les données manquantes sont à compléter. |                           |                                                   |           |             |

## Démographie
L'évolution du nombre d'habitants est connue à travers les recensements de la population effectués dans la commune depuis 1793. Pour les communes de moins de 10 000 habitants, une enquête de recensement portant sur toute la population est réalisée tous les cinq ans, les populations de référence des années intermédiaires étant quant à elles estimées par interpolation ou extrapolation. Pour la commune, le premier recensement exhaustif entrant dans le cadre du nouveau dispositif a été réalisé en 2004.

En 2022, la commune comptait 51 habitants, en évolution de −1,92 % par rapport à 2016 (Ardennes : −2,97 %, France hors Mayotte : +2,11 %).
| 1793 | 1800 | 1806 | 1821 | 1831 | 1836 | 1841 | 1846 | 1851 |
| ---- | ---- | ---- | ---- | ---- | ---- | ---- | ---- | ---- |
| 317  | 337  | 317  | 275  | 460  | 470  | 458  | 429  | 458  |

| 1866 | 1872 | 1876 | 1881 | 1886 | 1891 | 1896 | 1901 | 1906 |
| ---- | ---- | ---- | ---- | ---- | ---- | ---- | ---- | ---- |
| 404  | 265  | 248  | 259  | 220  | 186  | 187  | 187  | 187  |

| 1911 | 1921 | 1926 | 1931 | 1936 | 1946 | 1954 | 1962 | 1968 |
| ---- | ---- | ---- | ---- | ---- | ---- | ---- | ---- | ---- |
| 164  | 136  | 135  | 130  | 130  | 93   | 105  | 107  | 94   |

| 1975 | 1982 | 1990 | 1999 | 2004 | 2006 | 2009 | 2014 | 2019 |
| ---- | ---- | ---- | ---- | ---- | ---- | ---- | ---- | ---- |
| 79   | 79   | 76   | 70   | 62   | 58   | 60   | 55   | 51   |

| 2022 | - | - | - | - | - | - | - | - |
| ---- | - | - | - | - | - | - | - | - |
| 51   | - | - | - | - | - | - | - | - |

## Héraldique
| Armes de Bourcq | Les armes de Bourcq se blasonnent ainsi : De gueules à la lettre B capitale d’or surmontée de deux râteaux démanchés de six dents du même. |

## Lieux et monuments
- Église Saint-Nicolas, en partie du XIe siècle, tour-porche du XVe siècle. L'église conserve dans l'abside droite un bas-relief représentant une scène de Calvaire, datée du XVIe siècle et classée monuments historiques depuis le 30 septembre 1911[23].
- Une motte féodale[24] sur laquelle fut bâti un château à l'est du village dont les origines remontent au moins au XIIe siècle. Au XIVe siècle, pendant la Guerre de Cent Ans, le château fut occupé par les troupes anglaises. Le comte de Rethel décida donc de détruire le château pour éviter qu'il soit pris par l'ennemi. Seule une tour ou un donjon subsista à l'emplacement de la motte castrale. Les derniers vestiges du château furent détruits en 1596 sur ordre d'Henriette de Clèves, comtesse de Rethel, qui fit don des pierres issues de la démolition du château à M. de Richecourt, gouverneur de la citadelle de Mézières[25].

## Personnalités liées à la commune
- Baudouin de Bourcq, mort en 1131, fils du comte Hugues de Rethel, comte d'Edesse de 1100 à 1118 et deuxième roi de Jérusalem de 1118 à 1131.